# たたかえ! たらんてら
『たたかえ! たらんてら』は、葉生田采丸による日本の漫画作品。『月刊少年ジャンプ』（集英社発行）に連載された。単行本は全4巻。格闘美女たちが所狭しと暴れる格闘系ラブコメ漫画である。主人公（男）に対して、女性キャラが多数登場することからハーレム系漫画とも捉えられるが、同系統の他作品とは異なり、本作の主人公は一部の女性キャラ以外からはほとんど好意を寄せられていない。初期はギャグ漫画色が強かったが、話が進むにつれて格闘漫画色が強くなっている。

## ストーリー
ひ弱な高校1年生・山井喜太郎は、かつて自分を鍛えてくれた“シショー”との「強くなる」という約束を果たすため、高校の総合格闘技部「タランテラ」に入部を決意するも、待ち受けていたのは、かわいらしくも狂暴な美少女部員たちだった。

## 登場キャラクター
本作に登場するキャラクターの名前等は主に、薬局で市販されている薬剤や健康食品の類からもじった物が多い。なお、主人公に友好的なキャラは健康食品や薬、敵対するキャラには毒物などから引用されている。

### 総合格闘部「タランテラ」部員
山井 喜太郎（やまい きたろう）　格闘スタイル：シショー流？
本作の主人公。正義感が強い一方、少しスケベである。高校入学と同時に、強くなるため様々な格闘クラブに入部しようとするも、運動神経がついていかず体験入部の段階でクビにされてしまうヒヨワでもやしっ子な高校1年生。最後の望みで訪れた総合格闘技部「タランテラ」に見事入部できたがセクシーでキュートでハチャメチャな強さを誇る「タランテラ」メンバーに振り回されっぱなしの毎日。初期はひ弱な最弱キャラという設定だったが、「タランテラ」メンバーに振り回されているうちにそれなりに耐久力だけはかなり上がっている。
自分や親しい人間に危険が迫ると、驚異的な瞬発力を発揮して唯一の技・タランテラ・タックルを無意識に出す。
身長165cm、血液型A型。
明日原 メグ（あすはら めぐ）　格闘スタイル：バーリトゥード
「タランテラ」メンバー。高校1年生。才色兼備の美少女にして、怪力の持ち主。強さに拘り、空手（10段）、柔道（9段）、合気道（9段）など合わせて49段を所有する最強のバーリトゥーダーで、幼い頃に別れた、憧れの「大切な人」を探している。
「タランテラ」では、喜太郎がクラブを初めて訪れる以前に面識があった事から、彼が不純な動機での入部希望と勘繰って最後まで断固反対していたが、あっさり却下され、更に部長の提案したアミダで彼の専属トレーナーに選ばれてしまう。最初はハードなトレーニングを強要していれば、その内にクラブを辞めるだろうと考えていたが、徐々に彼が純粋に強さに拘っている事を認識し、彼の一番の理解者となっていく。一方で本人はあまり意識していないが、喜太郎の事になるとムキになるツンデレ的な言動も目立つようになる。
髪の毛の3箇所が角のようにはねている所から、乱からは「3本毛」と呼ばれ、事あるごとに何かと張り合っている（いずれも山井が争いの発端となっている場合が多い）。
唯一の弱点は、幽霊やお化け等の類に免疫が一切なく、夏祭りの納涼お化け屋敷（小学生が怖がる程度）では強がってはいたものの、本人は怖さのあまり失神したほど。
身長160cm、血液型A型。スリーサイズは上から93（Hカップ）、58、87。
万堂 栄子（ばんどう えいこ）　格闘スタイル：レスリング
「タランテラ」部長。高校2年生。流暢な関西弁をしゃべる面倒見の良い姉御キャラで、規格外のバストと腕力を併せ持つ、本作の巨乳役担当。同時に、その容姿からお色気役も兼ねており、その方面では、同様の巨乳キャラ数名がいるにもかかわらず、（作者によると）ほぼ独壇場扱いとなっている。竹を2つに割ったような性格で、裏表がなく能天気、大雑把、時折、凶暴な一面を覗かせる事も。胸元を強調した服装にTバックと、常に露出度の高い格好をしているためか、男子生徒達からの人気が高い。また、風水がマイブームで、更に露出度の高い（胸はバストトップを隠したのみ）「マダム・エーコ」なる謎の風水師も怪演している（ただ、いずれの悩みも風水に一切関係なく、全て力技で解決している）。
部員不足による「タランテラ」廃部の危機から逃れるため、喜太郎の入部を許可する。
全国学生レスリングのチャンピオンでもあり、プロレス団体のテストにも合格済で、プロの現役女子レスラーチャンピオンタッグも一人で立て続けに倒すほどの圧倒的実力とタフさを併せ持つ。
3年前（中学2年時）に、ベンテンのいた区域から諸鳳仙中学へと引越してきたが、まともな格闘技クラブが無かったため、青空格闘クラブなる（野外に手作りのリングのみ）物を無断で設立、その結果メグと知り合う事となる。既にこの時点で、現在のメグ以上に（あくまで控えめではあるが）巨乳であった事も描写されている。
スタイル抜群の巨乳美女なため、お色気キャラが先行しているが、本作のジャンルの方向性を決定付ける上で、最も貢献した人物で、同時に最重要キャラクターの一人でもある。
身長182cm、血液型AB型。スリーサイズは96（Iカップ）、60、92。
砂倫 蓮香（さろん はすか）　格闘スタイル：キックボクシング、ムエタイ
「タランテラ」メンバー。高校1年生。キックボクシング、ムエタイで数々のタイトルを総ナメにした学生チャンピオン。本作の貧乳役担当。
軽量級並みの体格だが、練習用のダンベル数個でお手玉もする。
性格は、明るく元気で無邪気（天然）と三拍子揃ったムードメーカー的存在で、感情を抑える事なく自分の意思に素直に従い行動する。また、コスプレ好き。しかし学校の成績はあまり芳しくないようで、山井同様、追試を受けた事も。ある事件がきっかけで、山井に好意を寄せるようになるが、これによりメグ、蓮香、乱の三ツ巴の山井争奪戦へと発展する。
身長156cm、血液型O型。スリーサイズは77（Aカップ）、56、80。
英城 ルル（えいじょう ルル）　格闘スタイル：英城流柔術、忍術？
「タランテラ」メンバー。高校1年生。英城流柔術・忍術の使い手で、肉弾格闘以外に手裏剣やくない等の飛び道具も使う。本作のロリ役担当。
高校1年生だが実際の年齢は10歳。格闘だけでなく学業も天才的成績で飛び級し、入学テストではトップ合格したほど。性格は、礼儀正しく律儀で、理性的な行動をする。また、頭の回転も速く、タランテラの参謀的な役柄もこなす。
実家は伊賀だが、蓮香の家の離れに現在一人で下宿中。
身長128cm、血液型A型。年齢のせいもあって、作品中では一番の幼児体型で正確なスリーサイズは未公表（作者いわく「板」らしい）。
堀下院 乱（ほりげいん らん）　格闘スタイル：空手
日本最強財閥・堀下院家の一人娘。本作のお嬢様役担当。性格は直情的。
10年前の幼少期に、苛めっ子数人に絡まれていた所を、偶然にも山井に助けられた（助けたというより、山井が代わりに殴られた）事で彼に一目惚れし、自身が強くなったら喜太郎のお嫁さんにしてもらう、との『約束』を果たしたい一心から、10年間、空手を初めとするあらゆる格闘技を学び、メグと張り合えるほどの実力を持つに至った。夏休み、海の日帰り練習では、素手でホオジロザメをも難なく捕まえるほどであった。
満を持して、数々の修行で強くなった自信と確信を得て、自分同様に強くなっているであろう（と乱は思い込んでいた）憧れの喜太郎と手合わせしに来たが、喜太郎が未だ、もやしっ子である事実を知って愕然とし、一度はその場を去るものの、喜太郎の強さに拘る精神は10年前と変わっていない事を再確認すると立ち直り、翌日には渚凰仙高校へ編入し、タランテラに入部した。
その後、喜太郎の専属トレーナーになって彼を強くすると言いつつ、本音は誘惑する隙を狙っている。当然、メグが黙っている訳もなく、争いの発端となって事あるごとに二人で揉めている。
成績は喜太郎に勉強を教えるほど優秀。
身長166cm、血液型AB型。スリーサイズは90（Fカップ）、57、88。

### 生徒会
冬中 花奏（ふゆなか かなで）　格闘スタイル：八極拳
第4話、16話、18話（最終話）に登場。渚鳳仙高校生徒会会長の女生徒で眼鏡っ娘の2年生。
常に問題やトラブルの絶えないタランテラに制裁を加えるべく、廃部手続書（巻物）を片手に、執行部の生徒を連れてタランテラ部室を撤去しに乗り込んだが、止めに入った喜太郎のタックルを食らって押し倒された上に悶絶状態に陥り戦闘不能になった。
身長168cm、スリーサイズは85、58、84。
高頼 忍刃（たかより にんじん）　格闘スタイル：蟷螂拳（本編ではその描写なし）
第4話、18話に登場。生徒会書記の女生徒で2年生。右目に眼帯をつけた花奏の右腕。
花奏の指示を受けてタランテラ廃部のための情報を探っていた。
身長171cm、スリーサイズは89、60、86。
薬前 健子（やくぜん けんこ）　格闘スタイル：少林寺拳法（本編ではその描写なし）
第4話、18話に登場。生徒会書記の女生徒で2年生。額に6つのお灸跡のある、同じく花奏の左腕。
忍刃とともにタランテラ廃部のために動いていた。
身長162cm、スリーサイズは80、58、85。

### プロレス団体MWE
世界規模で展開している（らしい）男子部と女子部、両方を兼ねる大エンターテイメントプロレス団体。
ベンテン（本名：波音 ありな=なみいん ありな）　格闘スタイル：プロレス（ルチャ）
第12話から14話、18話に登場。プロレス団体MWEの現・タッグチャンピオンの女子レスラー。一見男子と見まがうボーイッシュで、関西弁をしゃべるイタズラ好きの16歳。その実力は、折紙付でサシの勝負で栄子をダウン寸前まで追い込んだ唯一の人物でもある。
中学卒業と同時に、プロテストを受けMWEに入団する。入団の動機は、小・中学校時代、無敗のガキ大将だった肩書に傷をつけた栄子へのリベンジだったが、彼女がMWEに所属せず、普通に高校生活を送っている事を知ってから、何かと目の仇にしている。しかし、必要以上に栄子をライバル視している反面、彼女への憧れに近い感情も持ち合わせている模様。
身長163cm、血液型B型。スリーサイズは81、56、84。
ダキニ　格闘スタイル：変形プロレス
第12話、13話、18話に登場。本名不詳で17歳。
MWEタッグチャンピオンでベンテンのタッグパートナー。アイバイザーを着用している。リングでは毒霧吹き等の悪役技も使う。
第4巻（最終巻）で素顔が明らかとなったが、リング外ではほとんど無口の模様。
身長174cm、血液型A型。スリーサイズは88、58、87。
加古 鳴美（かこ なるみ）　格闘スタイル：プロレス
MWE元チャンピオンの女子レスラー。普段はにこやかに愛想よくファンサービスもするが、怒ると般若並みの形相と化し、見境なく凶器攻撃に走る。
身長175cm、血液型A型。スリーサイズは92、61、90。
白屋木 王元（ひやき おうがん）
MWE代表取締役社長。旧タランテラOBの名簿を賭けてMWEと試合をし、タランテラ側が負けたら、栄子を正式にMWEに入団させる取引を取り付けた。栄子の容姿や体格、そのスター性をいち早く見抜き、以前からオファーを送り続けていた。
個人的にお気に入りの所属レスラー鳴美に対しては怪しげな妄想を抱くエロオヤジ。

### タランテラOB
明日原 真薬（あすはら まっくす）
タランテラを創立した4人のメンバーの一人で初代部長。
タランテラタックルを開発、及び行使できる唯一の人物であったが、当時、喜太郎がいじめられていた現場に遭遇し、助けた事をきっかけに短期間だけコーチし、タランテラ・タックルを伝授した。
外見や風貌、その強さから男と喜太郎は思っていたが実は美女で、同時にメグの実姉である事が判明する。メグと同じく「3本毛」が特徴の髪型。喜太郎からは「シショー」（師匠）と呼ばれる。
現在は修行の旅の最中らしく行方不明。メグを子供扱いする程の実力を持つ乃宇信が「勝てる気がしない」と言っているように作中では、最も強いキャラクター設定である事が分かる。故に本作では、ストーリー展開に大きく関わるキーパーソン的存在であった。単行本4巻の描き下ろし特別編で素顔が明らかとなった。
乃宇信 白夜（のうしん びゃくや）　格闘スタイル：オリジナル状況対応格闘術
風谷より喜太郎らを襲うよう仕向けられた雇われ女性用心棒。その筋では知らない者はいないといわれる程の実力者で、メグを子供扱いするほどの力量を持つ。喜太郎の手助けがあったものの、自らに一撃を与えたメグの実力を認め、真薬に繋がる情報を教えた。
実は真薬と一緒にタランテラを作った4人の創立メンバーの一人で、栄子とも顔馴染み。
身長178cm、血液型B型。スリーサイズは89、58、84。
無比 権三郎（むひ ごんざぶろう）
タランテラ創立メンバーの一人で巨漢の男性。元MWE所属選手で退団後、諸鳳仙高校の教師になった（喜太郎や栄子もまったく気づかなかった）。

### その他
風谷 関夫（かぜたに せきお）
第9、10話に登場。親が決めたらしい乱の許婚で、金持ちのヘタレなボンボン。乱にはまったく相手にされていない。
喜太郎の存在を知り、乱と別れさせるために、風谷家の用心棒でも最強の乃宇信らに喜太郎を襲わせた。
古麗羅（ごりら）
第9話に登場。喜太郎襲撃のため、関夫に雇われた巨漢の男。同時に雇われた暴漢達の中では乃宇信に次ぐNo.2の実力だったが、メグにあっさり倒される。
ハイエン=コジラセコフ
第3話に登場。大学ボクシング・ヘビー級8位の選手で、古持来世（こじらせ）大学ボクシング部所属の外国人選手。
鳥兜 ルミナ（とりかぶと ルミナ）
第16話に登場。諸鳳仙高校空手部の副主将。蓮香に一方的に片思いし、嫌がる蓮香が頼み込んで偽の恋人役になった喜太郎に挑戦した。
江歴 判介（えれき ばんすけ）
第1話、15話、17話に登場した男子生徒。1話では他の男子生徒とともにタランテラのシャワー室を覗こうとしてメグに退治された。
15話では映画研究部の部長となり、喜太郎とメグ、乱までも騙して怪しげな自主制作映画製作を企む。
17話では金で雇った記信を使い、タランテラ部員の盗撮を図った。
手登呂 記信（てとろ きしん）
17話に登場した諸鳳仙高校1年生。ボクシング中心に総合格闘技経験を持つ。
見た目はさわやかで礼儀正しいが、実は江歴に依頼されてタランテラ内部の盗撮をするために偽装入部してきた、ボクシング部所属の何でも屋。
もっとも栄子やメグ達には正体もバレていて、はっきりした目的と証拠が出るまで泳がされていただけだった。
吉峰 来留美（よしみね くるみ）
第3話、9話、11話に少しずつだけ登場した眼鏡っ娘の隠れキャラ少女。出るたびにメイド喫茶従業員、屋台の焼きそば屋、弓道部員と姿を変えていたが、単行本4巻で本名が明らかになった。
作者の構想ではその後重要キャラとして活躍させたかったらしいが、連載終了のせいで叶わなかった。
スリーサイズは未公表。

## 主な舞台
渚鳳仙高校（しょほうせんこうこう）
喜太郎らが通う物語の舞台となる高校。作中では、あまり詳しい概要が語られていないため専門的な高校なのか、偏差値の比較的高い高校なのかは不明。
タランテラ
正式名は「渚鳳仙高校・総合格闘技部」。異様なドクロをかたどった外観の部室と、部員数の割に広いシャワー室を持つ。2階部は和室、屋上にはトレーニング機材が完備されている。また、喜太郎のクラスメイトによると、メグ、栄子、蓮香、ルルの4人はタランテラの美人マネージャーで、彼女らの周りに別の最強格闘士達がいると誤解されている。
部を創立したのは明日原 真薬を初めとしたOBメンバー4人。
海辺の岩場
第8話でタランテラメンバーが日帰り練習に来た、穴場の海辺。
あまり知られていない穴場らしいが、日帰りできる日本国内にもかかわらずホホジロザメや、絶滅種である野生のサーベルタイガーが生息していた秘境。
メイド喫茶「ばとcha」
第3話で登場。メグが真薬の情報を集めるため、メンバーに秘密でバイト？していたメイド喫茶。見た目はただのメイド喫茶だが、店内奥に作られた闘技場では客寄せにエントリー選手同士の試合を客に見せる、いわば「自由参加のケンカ広場」。

## 単行本
1. 1巻 2006年7月4日発行 ISBN 4-08-874136-6
2. 2巻 2006年11月2日発行 ISBN 4-08-874283-4
3. 3巻 2007年4月4日発行 ISBN 978-4-08-874349-3
4. 4巻 2007年8月3日発行 ISBN 978-4-08-874406-3